# Otto von Below
Otto Ernst Vincent Leo von Below (18 de enero de 1857, Danzig [ahora Gdańsk] - 15 de marzo de 1944, Friedland, Baja Sajonia) fue un general prusiano en el Ejército Imperial Alemán durante la Primera Guerra Mundial.  Es principalmente conocido, junto con el comandante austrohúngaro Svetozar Boroević, por su papel en la victoria de Caporetto.

## Preguerra
Von Below nació en Danzig (ahora Gdańsk). Antes que estallara la guerra, fue ascendido a Generalmajor en 1909 y a Generalleutnant en 1912. Comandaba la 2.ª División de Infantería inmediatamente antes de que se iniciara la guerra.

## Primera Guerra Mundial

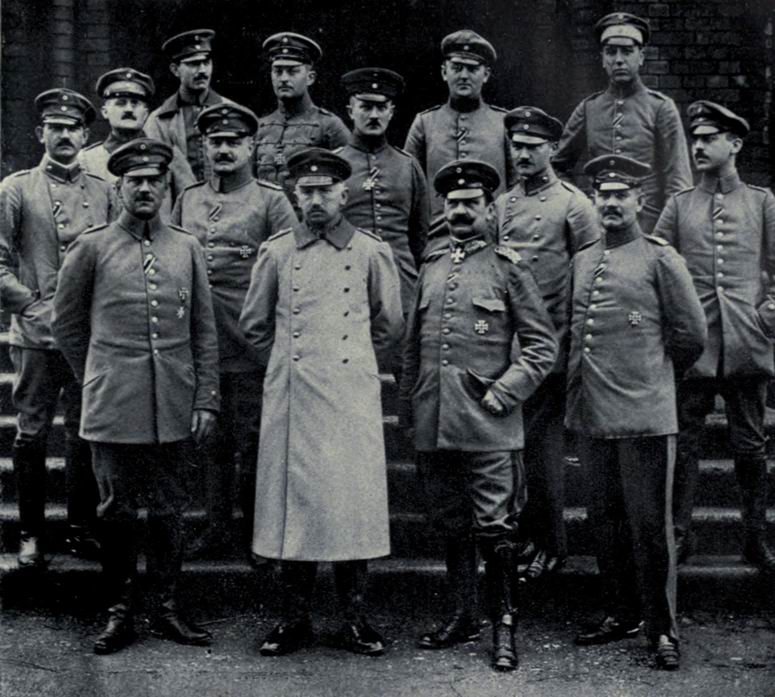
Imagen de Otto von Below con el estado mayor del ejército de Niemen (Frente Oriental).

### Frente Oriental
El 1 de agosto de 1914, al estallar la Primera Guerra Mundial, Below recibió el mando del I Cuerpo de Reserva como parte del 8.º Ejército en el frente oriental. Lideró su Cuerpo en las batallas de Gumbinnen, Tannenberg y la de los Lagos Masurianos. Como resultado de sus éxitos, fue promovido a General der Infanterie a finales de agosto de 1914 y a comandar el 8.º Ejército a principios de noviembre.
Below comandó el 8.º Ejército en la Segunda Batalla de los Lagos Masurianos (febrero de 1915) y el ejército de Niemen (después renombrado 8.º Ejército) en la Ofensiva de Curlandia (mayo de 1915). Sus fuerzas avanzaron a través de Curlandia y Lituania hasta los recodos meridionales del río Dvina Occidental.

### Macedonia
En octubre de 1916, Below fue elegido comandante del Heeresgruppe Below en el frente macedonio, consistente del 11.º Ejército y el 1.º Ejército y el 2.º Ejército búlgaros. En abril de 1917, fue brevemente enviado al frente occidental para comandar el 6.º Ejército en torno a Lille.

### Italia
Below después sirvió en el frente italiano a partir de septiembre de 1917. Comandando el austro-germano 14.º Ejército (siete divisiones alemanas y 10 austrohúngaras) en la batalla de Caporetto, sus unidades pudieron romper el frente italiano y poner en fuga al ejército italiano, que no tenía prácticamente reservas móviles. La batalla fue una demostración de la efectividad del uso de soldados de asalto y de las tácticas de infiltración desarrolladas en parte por Oskar von Hutier. El uso de gas venenoso por los alemanes jugó un papel clave en el colapso del 2.º Ejército italiano. La ruptura de la logística germana llevó la batalla a su fin en la línea del río Piave y el frente pronto se congeló otra vez en una guerra de trincheras.

### Frente Occidental
En febrero de 1918, Below fue devuelto al frente occidental para comandar el recién formado 17.º Ejército para la Ofensiva Kaiserschlacht. Below esperaba rebasar Arras durante marzo de 1918 y repetir la hazaña de Caporetto; su inhabilidad para hacer esto llevó al fracaso de la campaña germana para capturar el Somme ese mismo mes. Atacando al fuerte, y mejor preparado 3.º Ejército Británico, tuvo menos éxito que fuerzas más al sur que encaraban al 5.º Ejército Británico.
En enero de 1918 realizó la siguiente propuesta revolucionaria a Ludendorff: "Olvídate de una ofensiva y acorta las líneas del frente cuanto sea necesario; construye Panzers todo a lo largo de 1918 y, con tus escuadrones Panzer, rompe a través camino a la costa del Canal en la primavera de 1919."
Below comandó brevemente el 1.º Ejército. Poco antes de que terminara la guerra, Below estuvo involucrado en preparativos por una posible batalla final en territorio germano (Fuerzas Oeste de Defensa de la Patria).

## Reconocimientos
Below fue reconocido con la Pour le Mérite el 16 de febrero de 1915 "por destacado liderazgo y distinguida planificación militar y operaciones con éxito", y la hojas de roble (significando un segundo reconocimiento) el 27 de abril de 1917. Además de la Pour le Mérite, Below también recibió la Orden del Águila Negra el 1 de noviembre de 1917 y la Cruz de Hierro, de 1.ª y 2.ª clase.

## Posguerra
Below se retiró en 1919. Un intento de posguerra de los aliados de juzgarlo como criminal de guerra fracasó. Otto von Below murió el 9 de marzo de 1944 en Friedland, Baja Sajonia.

## Familia
Below era primo de Fritz von Below, otro comandante alemán durante la guerra. Los dos generales son a menudo confundidos.